# Esarcus franzi
Esarcus franzi är en skalbaggsart som beskrevs av Dajoz 1964. Esarcus franzi ingår i släktet Esarcus och familjen vedsvampbaggar. Inga underarter finns listade i Catalogue of Life.